# We Will Come Back

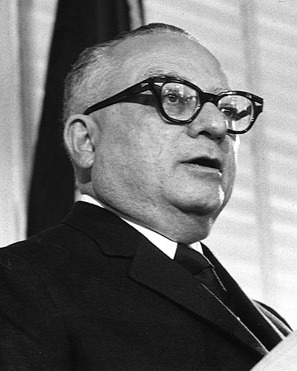
Rómulo Betancourt.

We Will Come Back (en inglés: Volveremos) es una famosa frase pronunciada por el político venezolano Rómulo Betancourt en 1978.

## Historia
El expresidente Betancourt la pronunció en televisión en 1978, haciendo referencia a la frase pronunciada por el general estadounidense Douglas MacArthur, cuando el candidato de su partido Acción Democrática (AD) Luis Piñerúa perdió contra el socialcristiano Luis Herrera Campíns de Copei.
El exalcalde Leopoldo López hizo referencia a la frase, tras salir del país en 2020.